# Storängsparken

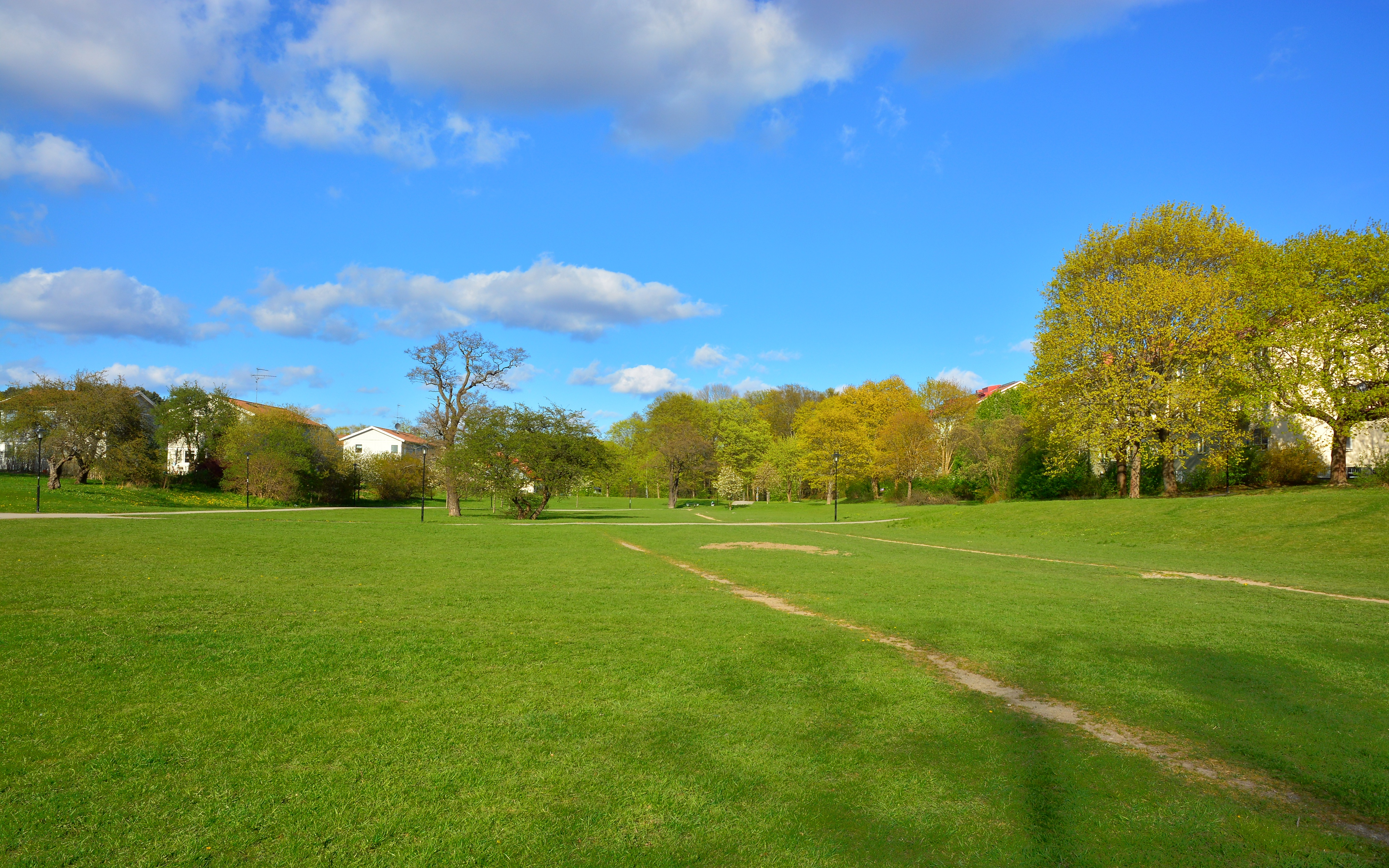
Storängsparken, maj 2014.

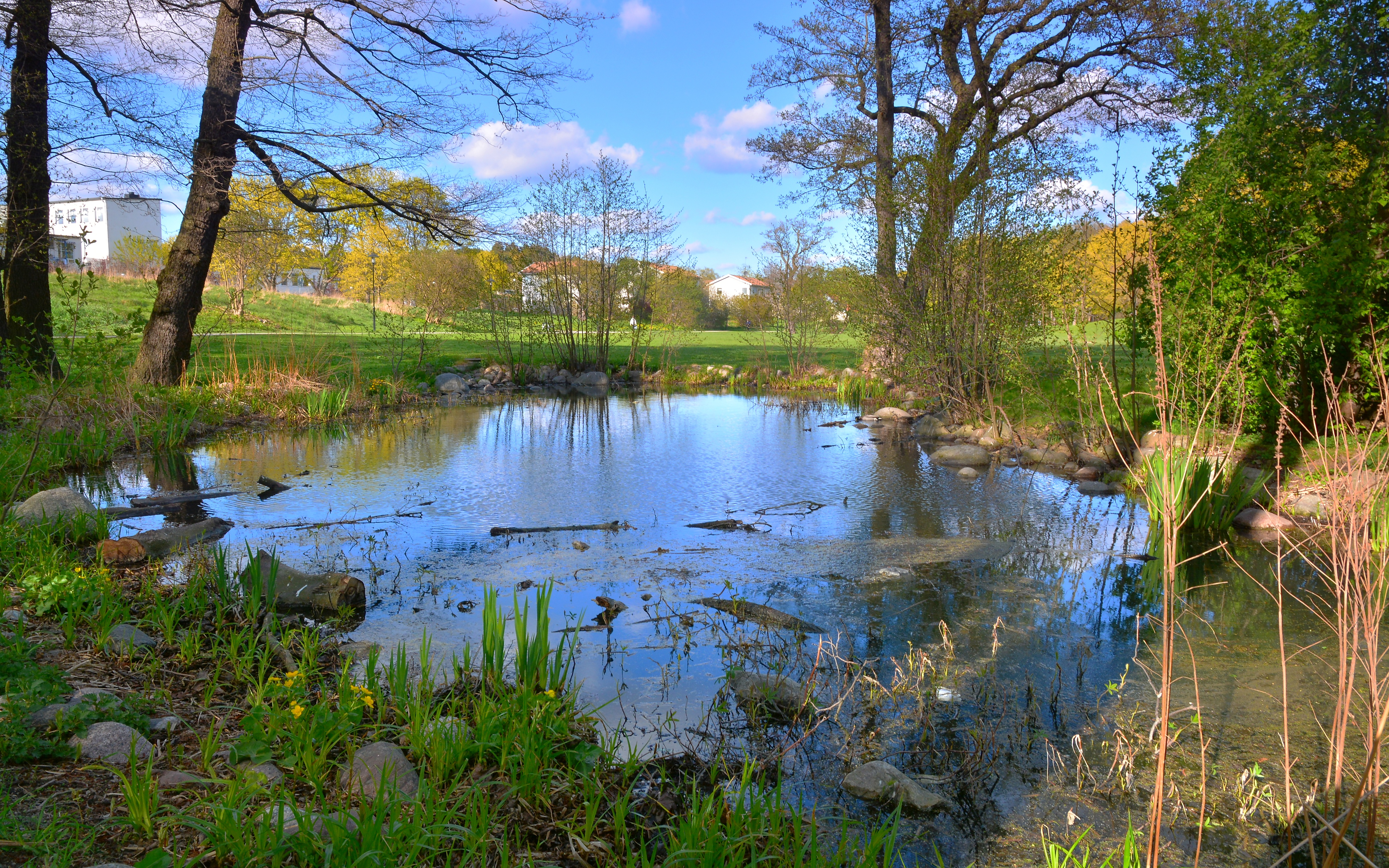
Storängsparkens damm.

Storängsparken är en park i stadsdelen Årsta i Söderort inom Stockholms kommun. Den ligger vid Svärdlångsvägens nordöstra ände och sträcker sig söderut mot Årstafältet. Den är cirka 400×100 meter stor (4,9 hektar).
På 1800-talet var marken uppodlad. Här fanns även smedja, ladugård, stall och uthus. 1905 köpte Stockholms stad marken för att på 1940-talet börja anlägga den nya stadsdelen Årsta.
Fram till 1970-talet rann Valla å och dagvattnet från Årstafältet genom parken, sedan lades allt i rörledningar och det orenade vattnet fördes bort i dagvattentunnlar. Då blev Årstaskogens bäckravin torrlagd.
På Årstafältet finns numera en anlagd damm, Valladammen, för uppsamling och rening av dagvattnet. Det vattnet leds sedan juni 2007 från Årstafältet tillbaka via ledningar till en nyanlagd våtmark (damm) i Storängsparken och vidare ut i Årstabäckens gamla lopp genom Årstaskogen till Årstaviken, därmed har även Årstaskogens bäckravin återuppstått.